# Holgi – Der böseste Junge der Welt
Holgi – Der böseste Junge der Welt (en alemany Holgi, el noi més dolent del món) és un pel·lícula alemanya de 1999 de Philipp Weinges i Günter Knarr i dirigida per Günter Knarr. Els papers principals van ser interpretats per Konstantin Prochorowski i Marco Girnth.

## Trama
Holgi, un nen d'onze anys, que és un mocós sofisticat i repugnant, viu amb el seu germà gran Max sense pares en una granja deteriorada. La mare ha desaparegut fa poc i fa temps que no hi ha pare. Els orfes no volen treballar, així que Max posa el seu cos fort a disposició de les dones grans per guanyar-se la vida. Si un dels admiradors es desvia a la granja, Holgi no defugi cap malícia 
per allunyar-los.
Quan la bella Rosa arriba a la vida dels germans un dia i fa que Max s'enamori d’ella, Holgi no dubta en intentar desfer-se de la noia amb mitjans assassins. Aviat es troben proves de les seves feines anteriors.

## Repartiment
- Konstantin Prokhorovsky: Holgi
- Marco Girnth: màx
- Eva Herzig: Rosa
- Claudia Grünberg: Ilse
- Olaf Weissenberg: Schrader
- Kristiane Kupfer: Anni
- Nora Bendig: mare de Holgi
- Moritz Herrmann: Martin
- Philipp Weinges: patòleg
- Bernd Raucamp: agent de publicitat

## Crítica
| «                                   | Comèdia de terror sobre les pors de la pèrdua dels nens, que es donen aire en un escenari de catàstrofe exagerada en què se sacrifiquen la casa, la granja i la família. El suposat factor divertit juga un paper molt més important que l'examen seriós dels problemes del noi. | » |
| — Lexikon des internationalen Films | |   |

## Primera actuació
L'estrena va tenir lloc el juliol de 1999 a Munic al Fantasy Film i va participar en la secció oficial del XXXIII Festival Internacional de Cinema Fantàstic de Catalunya.